# Doris Schamp
Doris Schamp (* 1983 in Oberpullendorf) ist eine österreichische Designerin und Cartoonistin, die ihre Cartoons auch unter dem Künstlernamen „La Razzia“ veröffentlicht und ausstellt. Sie ist für ihre menschenähnlichen Vogelfiguren bekannt.

## Werdegang und künstlerisches Wirken
Schamp studierte Produkt- und Möbeldesign an der New Design University St. Pölten und Kunstpädagogik bei Barbara Putz-Plecko und James Skone an der Universität für Angewandte Kunst in Wien. Während ihres Auslandssemesters für Animation und Trickfilm 2010/2011 an der HSLU in Luzern entwickelte sie für Cartoon Network eine Promotion-Animation. Sie schloss ihr Studium mit zwei Master-Graden ab und arbeitete seitdem als Künstlerin in verschiedenen Disziplinen von Trickfilm bis Skulptur und übernahm auch Auftragsarbeiten für Unternehmen wie Red Bull und Rado. Ihre Trickfilme sind meist kurze Animationen zum Thema Gender oder sogenannte „Idents“ (Animation endet im Logo).
2012 nahm Doris Schamp an der Caricatura VI. in Kassel teil, die jeweils parallel zur Documenta stattfindet. Auf der Schau mit über 100 europäischen Künstlern war Doris Schamp neben prominenten Cartoonisten wie Peter Gaymann und Franziska Becker mit dem Bild „Liebe macht blind“ vertreten. Die Ausstellung mit dem Titel Die Komische Kunst – analog, digital, international wurde vom Caricatura Museum Frankfurt übernommen. Der offizielle Ausstellungskatalog enthält Essays von Andreas Platthaus (FAZ) und Leo Fischer (Titanic) sowie Kurzbiografien der teilnehmenden Künstler.
2013 gewann Doris Schamp den 7. Internationalen Cartoon-Wettbewerb in Aachen. Im selben Jahr fand in der Galerie der Komischen Künste im MuseumsQuartier Wien ihre Einzelausstellung Trotzphase – Cartoons von La Razzia statt, in der 50 Originalcartoons von Doris Schamp gezeigt wurden. Zur Ausstellung erschien ein gleichnamiger Cartoon-Band.

## Wettbewerbe
- 2004  „KUNST RELE:WANDT?“, Museumsquartier, Wien
- 2007   Preisträgerin des Wettbewerbes „Schulschiff Bertha von Suttner“
- 2010   Prämierung bei der „International Cartoon Competition“ Aachen

### Auszeichnungen
- 2011 Rado Young Design Prize[9]
- 2013 Erster Preis des 7. internationaler Cartoonpreis von Aachen zu dem Thema „Money must be funny“[10]

## Veröffentlichung
- La Razzia: Trotzphase (=Edition Komische Künste), Holzbaum Verlag, Wien 2013, ISBN 978-3-9503508-3-8.

## Einzelausstellung
2013: „Trotzphase - Cartoons von La Razzia“, Galerie der Komischen Künste im MuseumsQuartier Wien

## Gruppenausstellungen
- 2009 Ausstellung „Tierisch komisch“, Karikaturmuseum Krems[12]
- 2010 Nextcomic-Festival Linz[13]
- 2011 Comiccorner Linz
- 2011 Galerie Lendnine, Graz
- 2011 Fumetto – Internationales Comix-Festival Luzern
- 2012 „Paarlauf“, Deutsches Kulturzentrum Paris und Berlin
- 2012 „Alles Bestens“, MuseumsQuartier Wien
- 2012 Caricatura VI. Die Komische Kunst – analog, digital, international
- 2015 „Kunst und Krieg“, Salzwelten Altaussee[14]
- 2017 „Liebe und Hiebe“, Salzwelten Altaussee[14]
- 2018 „Katz und Hund“, Salzwelten Altaussee[14]